# Dům čp. 225 (Vinohrady)
Nájemní dům čp. 225 v Anglické ulici (označovaný též jako Armabeton) čo. 18 v Praze 2 na Vinohradech, je dům postavený v letech 1954–1955 podle projektu Jaroslava Vaculíka, Jiřího Brusnického a Miroslava Skály ve stylu socialistického realismu.